# Eisenbahnunfall von Bad Aibling
Beim Eisenbahnunfall von Bad Aibling stießen am 9. Februar 2016 zwei Meridian-Personentriebzüge der Bayerischen Oberlandbahn aufgrund menschlichen Versagens auf der Mangfalltalbahn (Bahnstrecke Holzkirchen–Rosenheim) bei Bad Aibling frontal zusammen. 12 Menschen starben, 89 wurden teils schwer verletzt.
Verantwortlich für den Unfall war ein Fahrdienstleiter der Deutschen Bahn, der seine Pflichten vernachlässigte und Signale falsch stellte. Er wurde wegen fahrlässiger Tötung zu einer Freiheitsstrafe von dreieinhalb Jahren verurteilt.

## Ausgangslage

### Infrastruktur
Die Strecke ist eine eingleisige, elektrifizierte Hauptbahn der DB Netz AG. An der Unfallstelle beträgt die zulässige Höchstgeschwindigkeit 100 km/h. Die Strecke verläuft hier in einem Bogen. Vor und hinter der Unfallstelle sind 120 km/h zulässig. Die Strecke ist mit dem Zugbeeinflussungssystem PZB 90 ausgerüstet. Der Betrieb erfolgt nach der Fahrdienstvorschrift. Seit 2007 ist die Strecke mit Zugfunk GSM-R ausgerüstet. Der Streckenabschnitt Heufeld–Bad Aibling–Kolbermoor wird vom Stellwerk im Bahnhof Bad Aibling gesteuert. Es handelt sich hierbei um ein Relaisstellwerk der Bauform Sp Dr S60. Die Gleisfreimeldung geschieht im gesamten Stellwerksbereich mit Achszählern.
Die Unfallstelle liegt zwischen den Zugmeldestellen und Bahnhöfen Bad Aibling und Kolbermoor, zwischen beiden liegt noch der Haltepunkt Bad Aibling Kurpark. Auf dem Abschnitt befindet sich in beiden Richtungen je ein selbsttätiges Blocksignal, das auch dazu dient, dazwischenliegende Bahnübergänge zu decken. Die Infrastrukturausrüstung war eine Woche vor dem Unfall überprüft worden und funktionierte einwandfrei.
Im Bereich der Unfallstelle verläuft die Strecke parallel zum Mangfallkanal, der hier von einem Wirtschaftsweg begleitet wird. An der anderen Seite der Strecke liegt an einem Hang das schwer zugängliche Waldstück „Stuckholz“. Insgesamt ist der Bereich – vor allem für größere Straßenfahrzeuge – nur schwer zugänglich.
Die Unfallstelle lag ca. 800 m vom Kollisionsort 1945 entfernt.

### Fahrzeuge

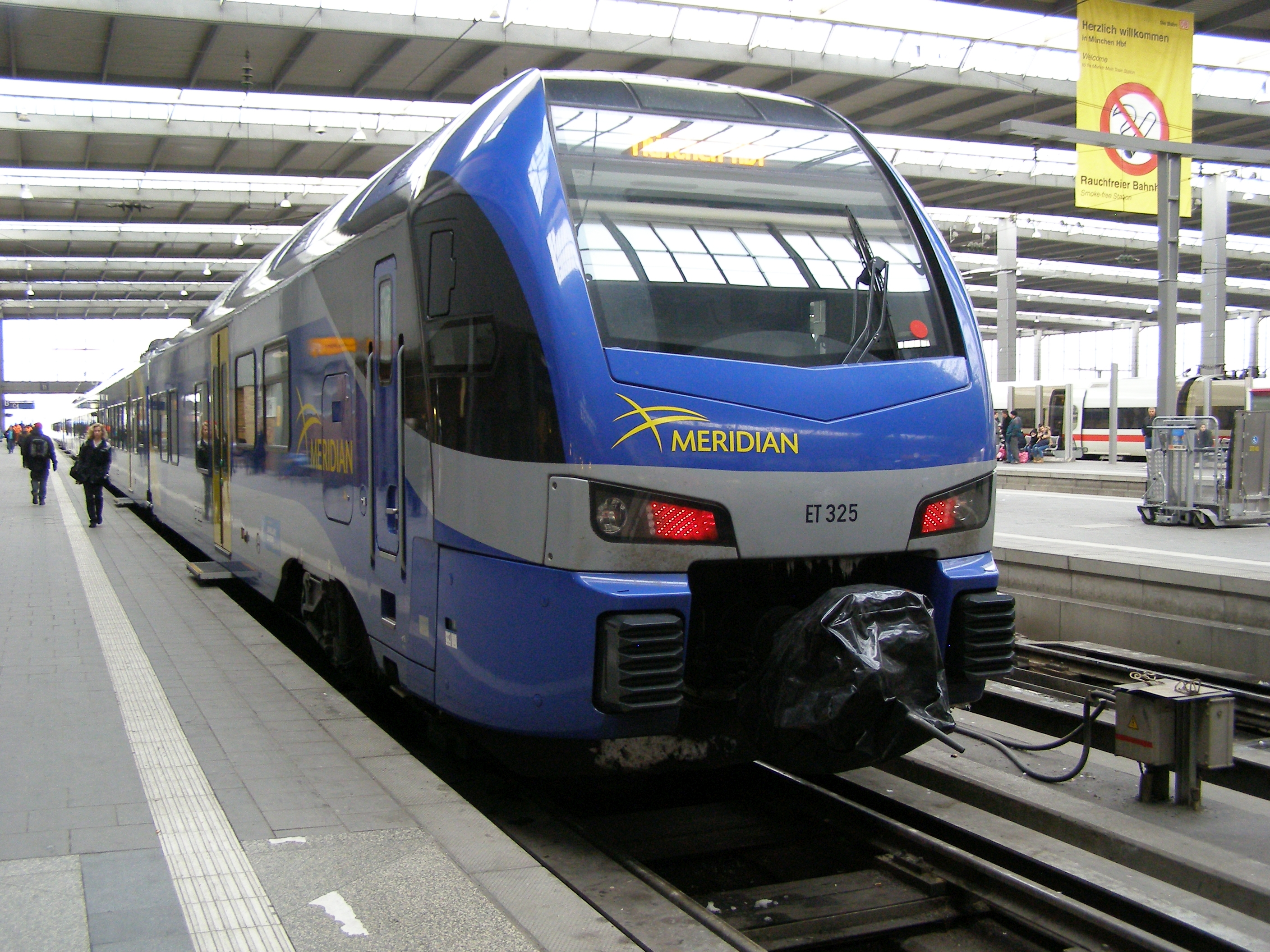
Unfallzug ET 325 im Münchner Hauptbahnhof 2015

Beide am Unfall beteiligten Züge waren Triebzüge des Typs Stadler Flirt 3:
- der dreiteilige ET 355 mit einer Masse von 111 Tonnen und
- der sechsteilige ET 325 mit einer Masse von 174 Tonnen.

Die Triebzüge sind für eine Höchstgeschwindigkeit von 160 km/h zugelassen und mit Fahrzeugeinrichtungen für das Zugbeeinflussungssystem PZB 90 ausgerüstet. Die Wagenkästen sind in Leichtbauweise aus Aluminium erstellt.
Der Flirt 3 erfüllt die Crashnorm DIN EN 15227. Unterhalb des Fahrzeugkopfes befinden sich Deformationselemente, die dem Triebfahrzeugführer bei einer Kollision mit bis zu 36 km/h Kollisionsgeschwindigkeit einen Überlebensraum garantieren sollen. Seitlich an der Front befinden sich Elemente des Aufkletterschutzes, der bei Zusammenstößen zweier Fahrzeuge verhindern soll, dass der Wagenkasten des einen Fahrzeugs in die Höhe gehoben wird und sich über den anderen Wagenkasten schiebt. Die Fahrzeugsegmente sind über energieabsorbierende Gelenke miteinander verbunden.
In dem sechsteiligen Triebzug verfügt jeder der beiden Führerstände über eine Datenspeicherkassette (DSK) vom Typ DSK 22 (elektronische Fahrtenregistrierung). Hier zeichnet nur das Gerät auf dem aktiven Führerstand auf. In dem dreiteiligen Triebzug ist nur ein Gerät für beide Führerstände vorhanden.

### Betrieb
Das Eisenbahnverkehrsunternehmen Bayerische Oberlandbahn (BOB) betrieb die Züge unter der Marke Meridian:
- die dreiteilige Einheit unter der Zugnummer DPN 79506 von Rosenheim in Richtung Holzkirchen und
- die sechsteilige Einheit unter der Zugnummer DPN 79505 aus München über Holzkirchen nach Rosenheim.[8][15]

Die betroffenen Züge verkehrten im Schüler- und Berufsverkehr. Der Tag des Unfalls war der Faschingsdienstag. Wegen der Schulferien befanden sich in den Zügen deutlich weniger Fahrgäste als an Werktagen außerhalb der Ferien, insbesondere keine Schüler. In den Zügen befanden sich etwa 150 Reisende und Bahnmitarbeiter.
Die Kreuzung beider Züge findet planmäßig im Bahnhof Kolbermoor statt, wobei der Zug 79506 nach Holzkirchen einen Aufenthalt von 5 Minuten (6:40 bis 6:45 Uhr) im durchgehenden Hauptgleis (Gleis 2) hat, während der Zug 79505 nach Rosenheim planmäßig das Überholgleis (Gleis 1) ohne weiteren betriebsbedingten Aufenthalt nutzt (Ankunft und Abfahrt 6:44 Uhr). Der Fahrdienstleiter kann die Kreuzung jedoch verlegen, insbesondere aus dispositiven Gründen. Die Triebfahrzeugführer müssen darüber nicht unterrichtet werden. Sie müssen lediglich die Signale beachten und die planmäßigen Abfahrtszeiten abwarten.

## Unfallhergang

Ersatzsignal (Zs 1)

Der Fahrdienstleiter in Bad Aibling, der auch für den Bahnhof Kolbermoor zuständig ist, stellte für den Zug 79506 noch vor 6:38 Uhr sowohl die Einfahrt in den Bahnhof Kolbermoor von Rosenheim als auch die Ausfahrt nach Bad Aibling ein. Der Zug kam um 6:40 Uhr an und sollte bis 6:45 Uhr im Bahnhof warten, um im regulären Fall dort eine Zugkreuzung mit dem Zug 79505 durchzuführen. Dieser hatte am Tag des Unfalls 4 Minuten Verspätung. Nachdem die Ausfahrzugstraße eingestellt war, war eine Kreuzung in Kolbermoor nicht mehr möglich.
Dennoch versuchte der Fahrdienstleiter, eine Ausfahrt für den Zug 79505 aus dem Bahnhof Bad Aibling nach Kolbermoor einzustellen. Dies wurde durch den Gegenfahrschutz des Stellwerks verhindert, das Ausfahrsignal konnte also nicht auf Fahrt gestellt werden. Der Fahrdienstleiter ging von einer Störung am Streckenblock aus und erkannte nicht, dass durch die bereits eingestellte Ausfahrt für den Zug 79506 die Fahrt des Zuges 79505 in die entgegengesetzte Richtung nicht möglich war.

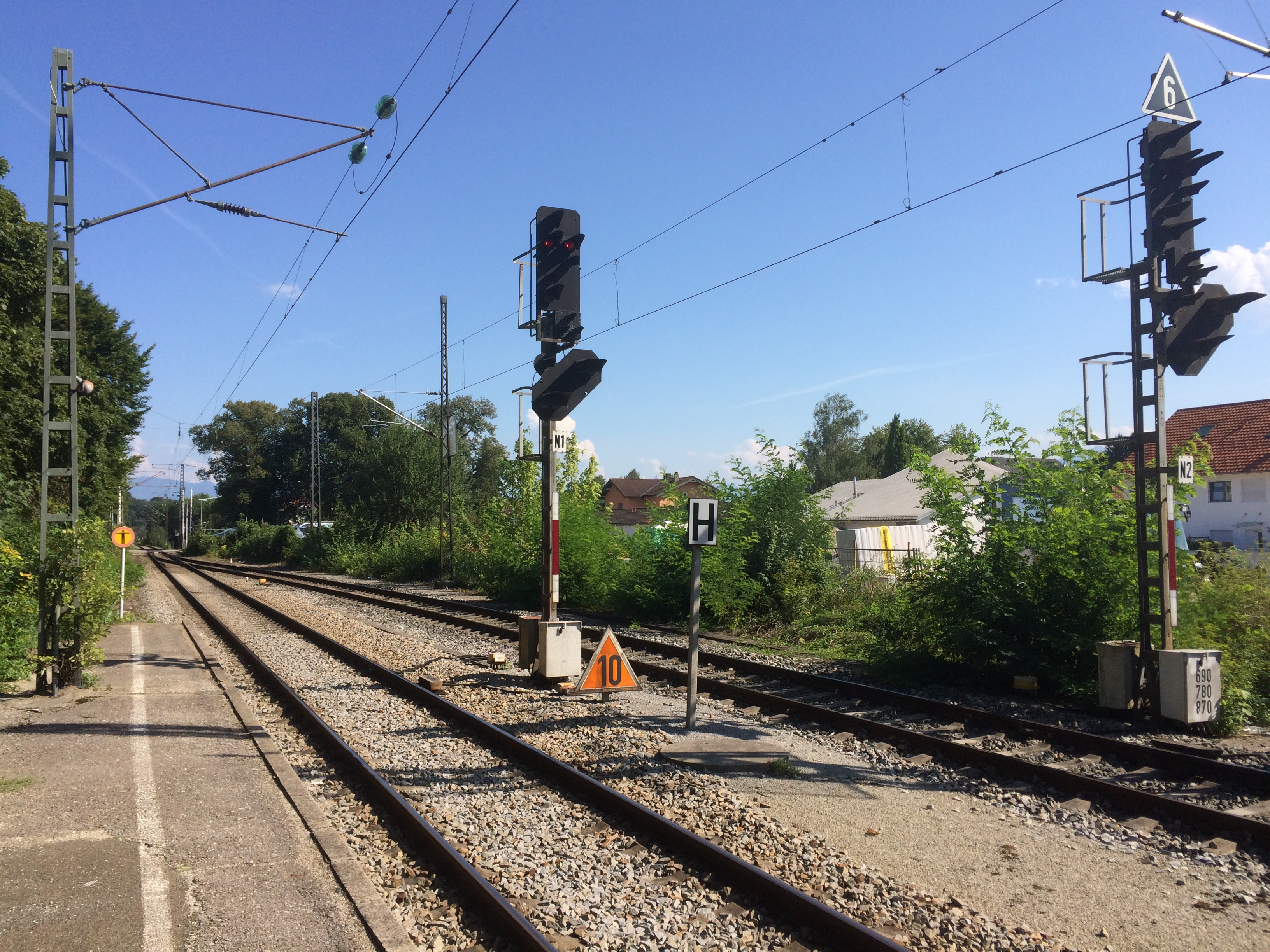
Ausfahrsignale N1 und N2 im Bahnhof Bad Aibling in Richtung Kolbermoor

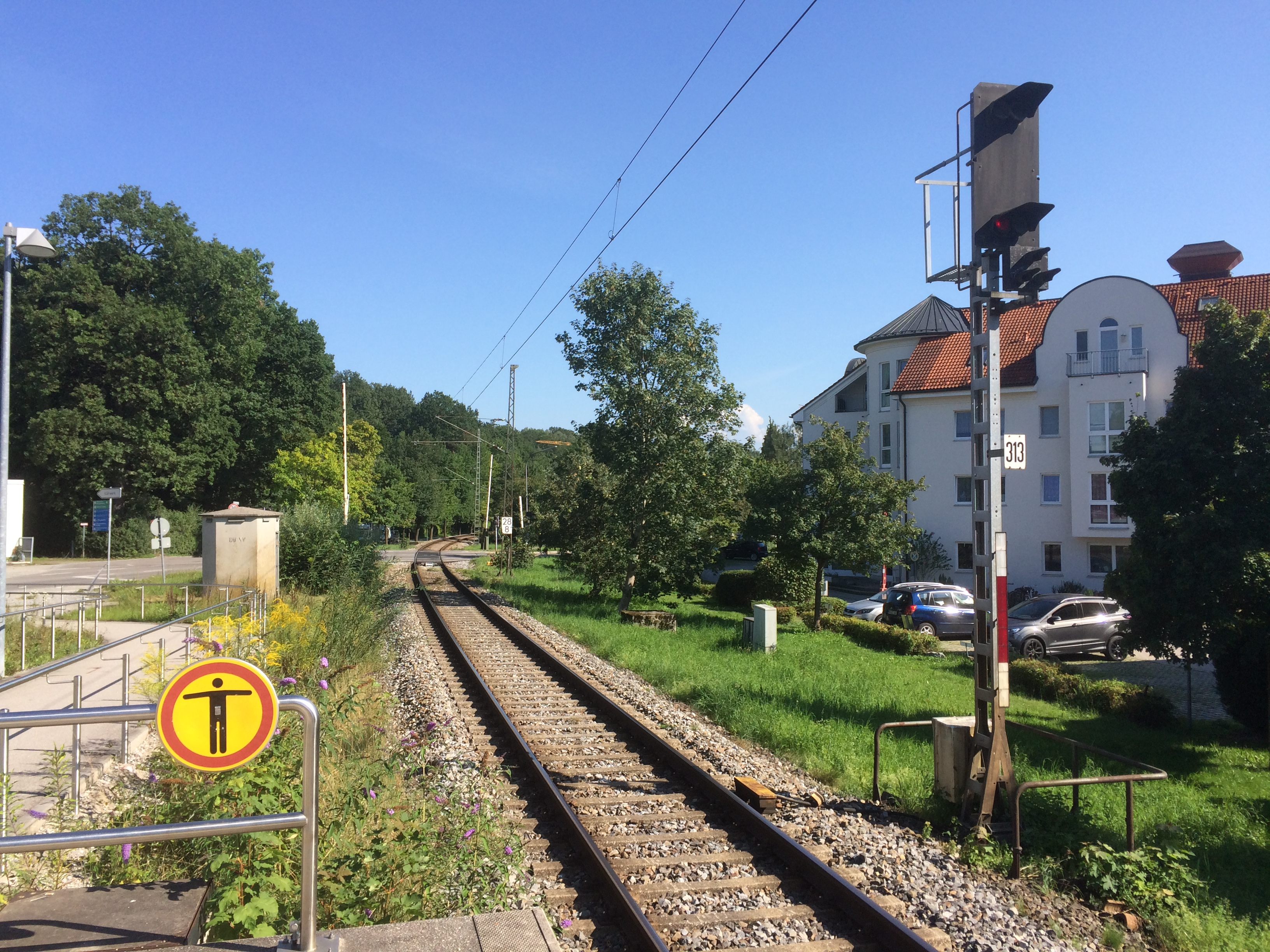
Zentralblocksignal 313 in km 28,73

Als Ursache für den Unfall wurde menschliches Versagen festgestellt: Der Fahrdienstleiter gab dem Zug aus Richtung Holzkirchen am Ausfahrsignal N1 im Bahnhof Bad Aibling und am Zentralblocksignal 313 auf Höhe des Haltepunkts Bad Aibling-Kurpark jeweils das Ersatzsignal (Zs 1), das dem Triebfahrzeugführer erlaubt, am Signal Hp 0 („Halt“) oder gestörten Lichthauptsignal ohne schriftlichen Befehl vorbeizufahren. Das Anschalten des Ersatzsignals ist im SpDrS60-Stellwerk Bad Aibling nur an wenige Bedingungen geknüpft, die jedoch nur einzelne Gefahren einer fehlerhaften Nutzung des Ersatzsignals abwehren: Um am Ausfahrsignal das Ersatzsignal anzuschalten, musste die Weichenlaufkette für den Bahnhof Bad Aibling gesperrt sein; am Zentralblocksignal musste der Freimeldeabschnitt unmittelbar vor dem Signal besetzt sein. Durch weitere Bedingungen, insbesondere im Zusammenhang mit dem Streckenblock, könnten sonst Anwendungseinschränkungen entstehen. Das Ersatzsignal soll universell bedienbar sein – auch in der Störungssituation, die der Fahrdienstleiter fälschlicherweise angenommen hat –, da auch die Einrichtungen, die das Vorhandensein der Voraussetzungen feststellen oder übermitteln, gestört sein könnten. Da die technischen Voraussetzungen für die Bedienungen gegeben waren, hat die Stellwerkstechnik die Anschaltung nicht verhindert. Hierdurch fuhren beide Züge in dem eingleisigen Streckenabschnitt aufeinander zu. Durch die Bogenlage wurde dies für die beiden Triebfahrzeugführer jedoch erst kurz vor dem Zusammenstoß erkennbar.
Nachdem der Fahrdienstleiter seinen Fehler bemerkt hatte, setzte er zwei Nothaltaufträge über Zugfunk (GSM-R) ab, davon den ersten 36 Sekunden vor der Kollision, den zweiten nach der Kollision. Durch Betätigung einer falschen Tastenkombination gingen diese Aufträge jedoch nicht an die beiden Triebfahrzeugführer, sondern an die Fahrdienstleiter in der näheren Umgebung, die daraufhin den Fahrdienstleiter über den Fehler informierten. Die Bundesstelle für Eisenbahnunfalluntersuchung kommt in ihrem Untersuchungsbericht zu dem Schluss, dass die Kollision bei normaler Reaktion der Triebfahrzeugführer hätte vermieden werden können, wenn der erste Notruf sie erreicht hätte.
Der Frontalzusammenstoß erfolgte um 6:46:56 Uhr zwischen dem Haltepunkt Bad Aibling Kurpark und dem Bahnhof Kolbermoor unweit des Klärwerks der Stadt Bad Aibling bei Streckenkilometer 30,29. Die Geschwindigkeit der Züge 79506 und 79505 zum Zeitpunkt der Kollision betrug 52 bzw. 87 km/h. Eine Schnellbremsung war bei beiden Zügen erst eine Sekunde vor der Kollision wirksam.
Zugfunk
In der am Tag des Unfalls gültigen Zusammenstellung der vorübergehenden Langsamfahrstellen und anderen Besonderheiten (La) waren mehrere Bereiche angegeben, in denen der Zugfunk GSM-R nicht verfügbar sei. In der Presse wurde gemeldet, dass diese Funklöcher den Fahrdienstleiter daran gehindert haben könnten, den Unfall durch rechtzeitige Übermittlung eines Nothaltauftrages abzuwenden.
Im Rahmen der Unfalluntersuchung wurde jedoch bekannt, dass im September 2010 ein Füllsender installiert worden war, um die Versorgungslücken zu schließen. Messfahrten der DB Netz vor und nach dem Unfall sowie eine Auswertung durch das Bayerische Landeskriminalamt ergaben, dass auf der Strecke ausreichend Funkausleuchtung vorhanden ist. Der Eintrag in der La wurde mittlerweile entfernt.

## Folgen

### Unmittelbare Folgen
Zwölf Menschen starben, 89 wurden darüber hinaus verletzt, davon 26 schwer. Bei den Getöteten handelte es sich um Männer zwischen 24 und 60 Jahren. Unter den Getöteten waren die beiden Triebfahrzeugführer und ein Lehrlokführer, der die Fahrt routinemäßig begleitet hatte. Zu den neun getöteten Fahrgästen gehörte ein weiterer Triebfahrzeugführer der BOB.

### Rettung
Die Integrierte Leitstelle (ILS) in Rosenheim löste einen Großalarm der Versorgungsstufe 1 (nach Rückmeldung der Rettungskräfte dann Stufe 2) aus.
Die Rettungsarbeiten wurden durch die Lage der Bahnstrecke zwischen bewaldetem Hang auf der einen Seite und dem Kanal, ohne Zugang über eine Fahrstraße, erheblich erschwert, weshalb auch Boote, Seilwinden und Hubschrauber zur Rettung zum Einsatz kamen.
Insgesamt waren etwa 800 Rettungskräfte vor Ort:
- 180 Feuerwehrleute mit 79 Feuerwehrfahrzeugen aus Bad Aibling, Berbling, Willing, Harthausen, Mietraching, Kolbermoor, Leonhardspfunzen, Stephanskirchen, Pullach, Rosenheim, Pang, Bad Feilnbach, Au, Großkarolinenfeld, Jarezöd, Beyharting und Feldkirchen-Westerham.
- 215 Landespolizisten verschiedener Polizeiinspektionen, Verkehrspolizeien, der Kriminalpolizeiinspektion Rosenheim sowie aus Bad Aibling, Prien am Chiemsee und von der Bayerischen Bereitschaftspolizei und dem Polizeipräsidium Oberbayern Süd.
- 50 Bundespolizisten,
- 120 Einsatzkräfte des Technischen Hilfswerks (THW) aus 4 Ortsverbänden und
- 200 Retter mit insgesamt 195 Rettungsfahrzeugen, darunter aus München ein Großraumrettungswagen, ein Intensivtransportwagen sowie ein Notarzt- und ein Einsatzleitwagen:
  - das Bayerische Rote Kreuz (BRK) aus Rosenheim, Feldkirchen-Westerham, Bruckmühl, Miesbach und Bad Aibling,
  - der Malteser Hilfsdienst (MHD) aus Rosenheim
  - die Johanniter-Unfall-Hilfe (JUH) aus Wasserburg am Inn,
  - die Ambulanz Rosenheim,
  - die Deutsche Lebens-Rettungs-Gesellschaft (DLRG) aus Gmund am Tegernsee, Bad Aibling, Tegernsee und der Koordinierungsstelle der DLRG für Bayern,
  - die Wasserwacht, die mit mehreren Booten Helfer und Patienten über den Mangfallkanal brachte,
  - das Kriseninterventionsteam von Notfallseelsorge und BRK sowie die Polizeiseelsorge und die Psychologen der Polizei für die Betreuung der Unverletzten und Zeugen und die Verständigung und Betreuung der Angehörigen und die Psychosoziale Notfallversorgung von Stadt und Landkreis Rosenheim für die psychologische Betreuung der Rettungskräfte und
  - die Bergwacht Bayern.
  - Ein erhebliches Kontingent der Retter kam aus dem benachbarten Tirol:[34] Das Österreichische Rote Kreuz aus Kitzbühel, Schwaz und Kufstein, der Österreichische Samariterbund, der ÖAMTC und die Werksrettung von Sandoz.[35] Die Zahlenangaben dazu schwanken zwischen 123 Einsatzkräften mit zwölf Notärzten[34] und 140 Rettungssanitätern, neun Notärzten, sieben Kriseninterventionsteams mit 32 Einsatzfahrzeugen und mehreren Hubschraubern.[35]
- Weiter kamen 17 Hubschrauber zum Einsatz: Rettungs- und Intensivtransporthubschrauber des Bundesministeriums des Innern aus Traunstein, der DRF Luftrettung aus München und Regensburg und der ADAC-Luftrettung aus Murnau am Staffelsee und München. Die Bundeswehr setzte zwei Hubschrauber der Heeresflieger (SAR) aus Landsberg ein. Vier Notarzthubschrauber aus Österreich ergänzten die Kräfte.

Die Rettungsarbeiten waren am Unfalltag gegen 11:15 Uhr beendet.

### Unfalluntersuchung

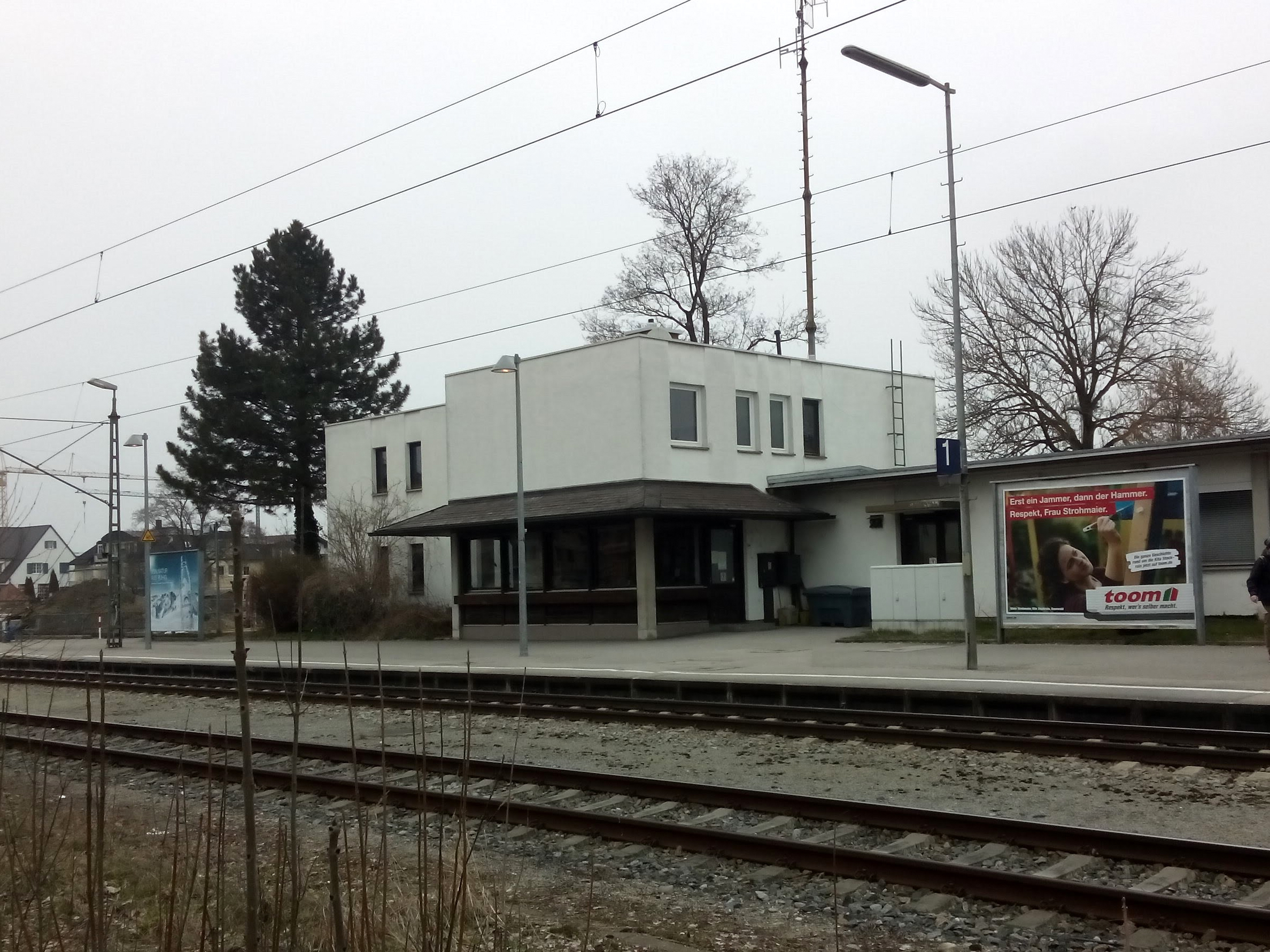
Stellwerk des Bahnhofs Bad Aibling, das auch als Zentralstellwerk für die Bahnhöfe Kolbermoor und Heufeld sowie den Haltepunkt Bad Aibling Kurpark dient.

Die Untersuchung der Unfallursache erfolgte seit dem 9. Februar 2016 unter Sachleitung der Staatsanwaltschaft Traunstein durch eine Sonderkommission der Kriminalpolizei Rosenheim sowie durch die Eisenbahn-Unfalluntersuchungsstelle des Bundes, die eng mit der Bundespolizei und einem externen Sachverständigen zusammenarbeiteten. Die Behörden beschlagnahmten unmittelbar nach Abschluss der Rettungsarbeiten beide Züge. Sichergestellt wurden die drei Datenspeicherkassetten (DSK), die Videoaufzeichnungen aus dem Innenraum der Züge sowie die betrieblichen, schriftlichen Unterlagen im Stellwerk. Reisende und das Bahnbetriebspersonal wurden vernommen.
Die Auswertung der Zählwerke des Stellwerks über protokollpflichtige Hilfsbedienungen ergab, dass die letzte Bedienung des Ersatzsignals vor dem Unfalltag sechs Tage zurücklag, die vorletzte davor mehr als zwei Monate. Insgesamt waren in den drei Monaten vor dem Unfalltag zehn Bedienungen des Ersatzsignals registriert. Damit wurden Spekulationen zurückgewiesen, dass es in dem Bereich wegen Unregelmäßigkeiten zu einer planmäßigen Ersatzsignalbedienung gekommen sei. An den Zügen wurden keine Mängel festgestellt, ebenso wurden Fehlhandlungen der Triebfahrzeugführer und technische Mängel im Stellwerk ausgeschlossen. Im Strafprozess kritisierten Sachverständige Details des DB-Regelwerks und die signaltechnische Ausstattung der Strecke. Die Unfallursache liege jedoch in den Fehlhandlungen, die der Fahrdienstleiter begangen habe und bei denen er mehrere Vorschriften verletzte.
Am 7. März 2017 veröffentlichte die Eisenbahn-Unfalluntersuchungsstelle des Bundes einen Zwischenbericht der Untersuchung. In dem Bericht sprach sie die Sicherheitsempfehlung aus, das Absetzen eines Notrufes durch den Fahrdienstleiter zu vereinfachen, indem mit einer Funktionstaste sowohl der Zugfunk- als auch der Streckennotruf ausgelöst werden. Am 29. Oktober 2018 veröffentlichte sie den endgültigen Untersuchungsbericht, in dem sie fünf weitere Sicherheitsempfehlungen aussprach.
In Folge des Eisenbahnunfalls sowie einer geänderten Richtlinie über Eisenbahnsicherheit gründete der Bereich Betrieb der DB Netz 2017 ein „Safety“-Team. In den Folgejahren wurden verschiedene Maßnahmen und Empfehlungen zur Erhöhung der Handlungssicherheit entwickelt, darunter Checklisten, eine reduzierte Regelwerkskomplexität und eine Empfehlung für ein schutzzielorientiertes Regelwerk.

### Bergung und Instandsetzung
Nach Abschluss der Rettungsarbeiten wurden die Unfallfahrzeuge geborgen, wobei ein Hilfszug und Schienenkräne aus Leipzig und Fulda eingesetzt wurden. Vier Wagen des Sechsteilers sowie ein Wagen des Dreiteilers erwiesen sich als noch bedingt rollfähig. Die Arbeiten waren am Abend des 13. Februar fast vollständig abgeschlossen. Beide Züge waren ein Totalverlust.
Bei der auf den Unfall folgenden Instandsetzung der Infrastruktur wurden 120 Meter Gleisanlagen repariert, 180 Meter Schwellen ausgetauscht, einige Tonnen Schotter eingebaut und die Oberleitung wieder hergestellt, die für die Bergung der Fahrzeuge entfernt worden war. Am 20. Februar wurde der Zugverkehr wieder aufgenommen.

### Reaktionen

#### Politik und Gesellschaft

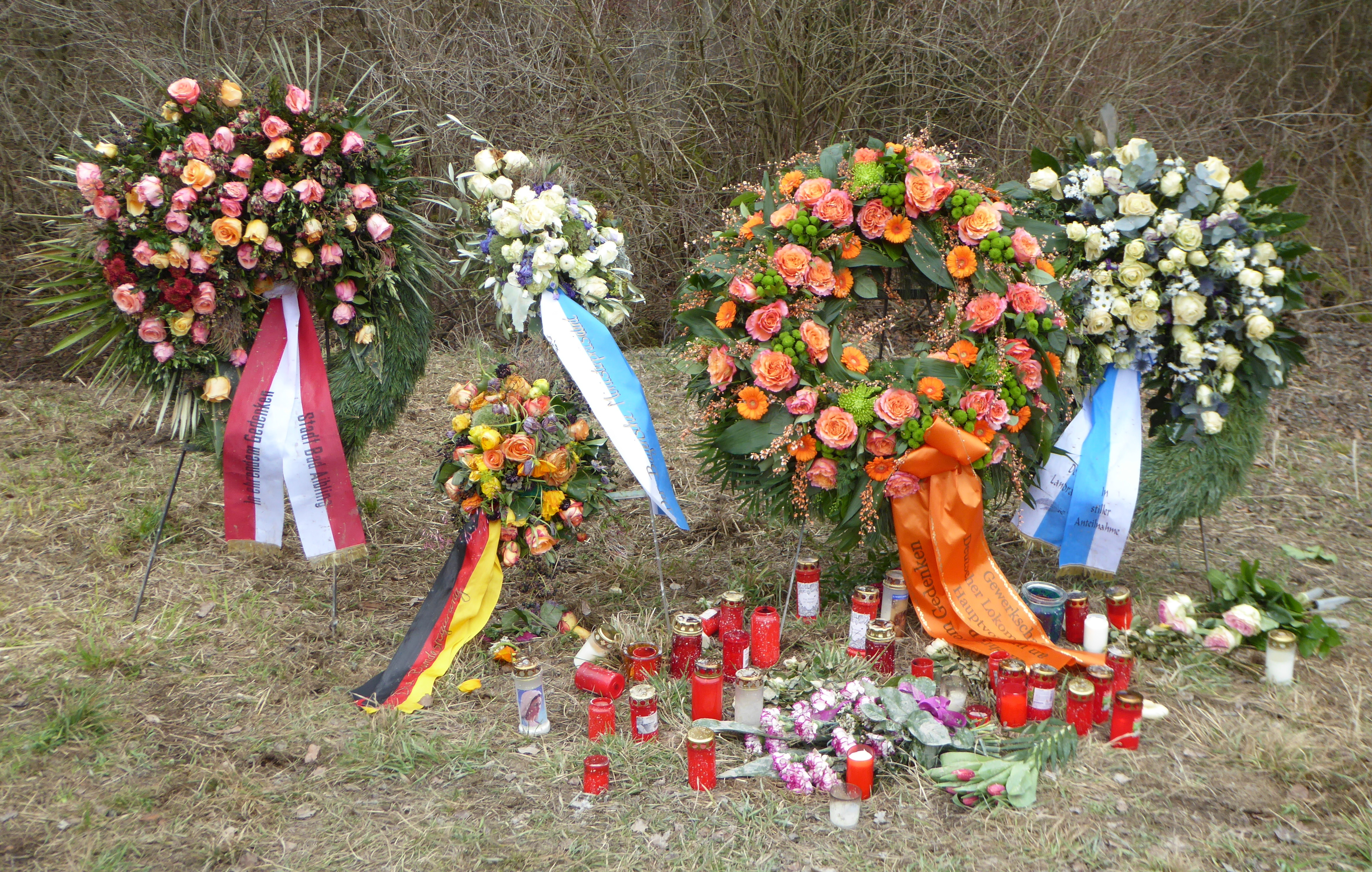
Kerzen und Blumen an der Unfallstelle; die Trauerkränze kommen von der (von links) Stadt Bad Aibling, der bayerischen Regierung, der Bundesregierung, der Gewerkschaft Deutscher Lokomotivführer und dem Kreis Rosenheim

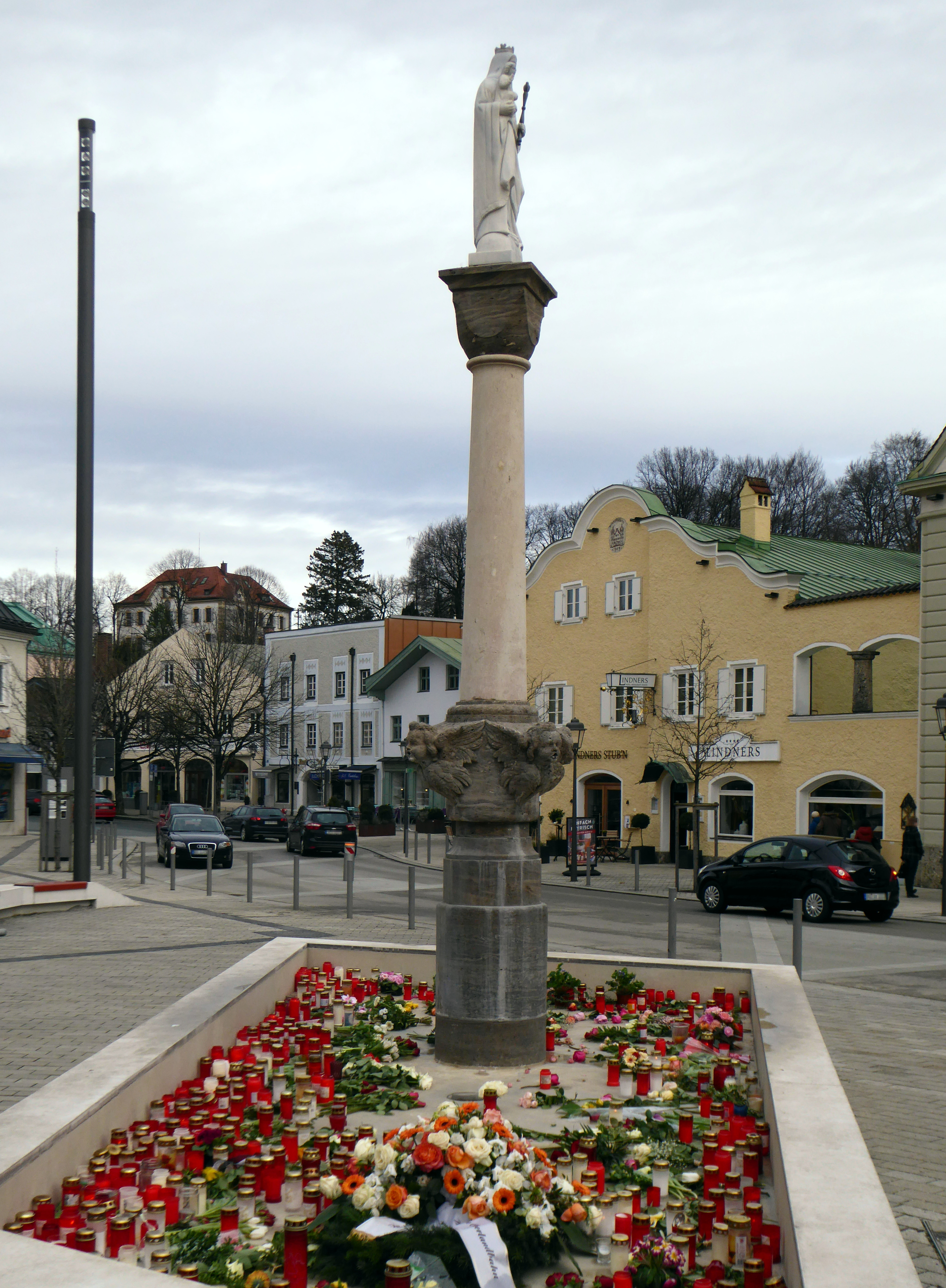
Kerzen und Blumen an der Mariensäule in Bad Aibling; im Vordergrund der Trauerkranz der Bayerischen Oberlandbahn

In Rosenheim, Bad Aibling und der Umgebung wurden viele Faschingsfeiern abgesagt.
Spitzenpolitiker drückten ihre Betroffenheit über den Unfall aus. Die meisten Parteien in Bayern sagten die Veranstaltungen zum politischen Aschermittwoch ab.
Bei den am Abend angesetzten Fußballspielen um den DFB-Pokal liefen die Mannschaften in Leverkusen und Stuttgart mit Trauerflor auf.
Am 14. Februar fand ein ökumenischer Gedenkgottesdienst in der Pfarrkirche St. Georg in Bad Aibling statt.
Ein für den 16. April geplantes Helferfest wurde auf Betreiben von Feuerwehr, Rotem Kreuz und Technischem Hilfswerk abgesagt, da viele Helfer zu diesem Zeitpunkt noch zu traumatisiert waren und mit den Ereignissen abschließen wollten.

#### Eisenbahnen
Die Gewerkschaft Deutscher Lokomotivführer (GDL) forderte, Fahrdienstleiter in regelmäßigen Simulatortrainings auf Krisensituationen vorzubereiten. Außerdem forderte die GDL, zu überprüfen, ob die Bedienelemente für Zugfunk-Notrufe in den Stellwerken zweckmäßig sind. Das Abschicken eines Notrufs vom Fahrdienstleiter zum Lokführer und umgekehrt müsse einfacher und sicherer werden, eine Verwechslung von Notruftasten ausgeschlossen sein.

#### Gedenkstätte

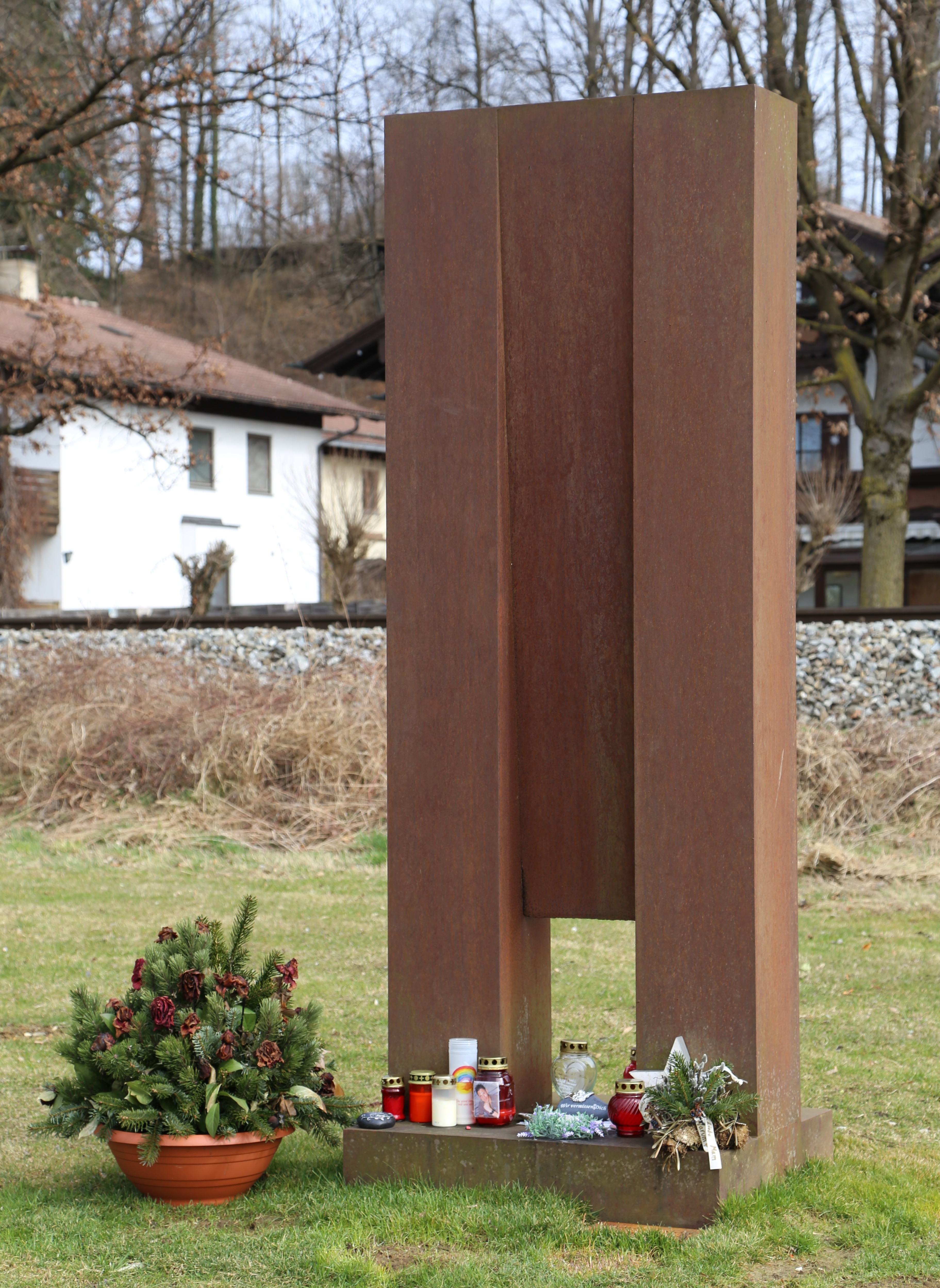
Gedenkstätte

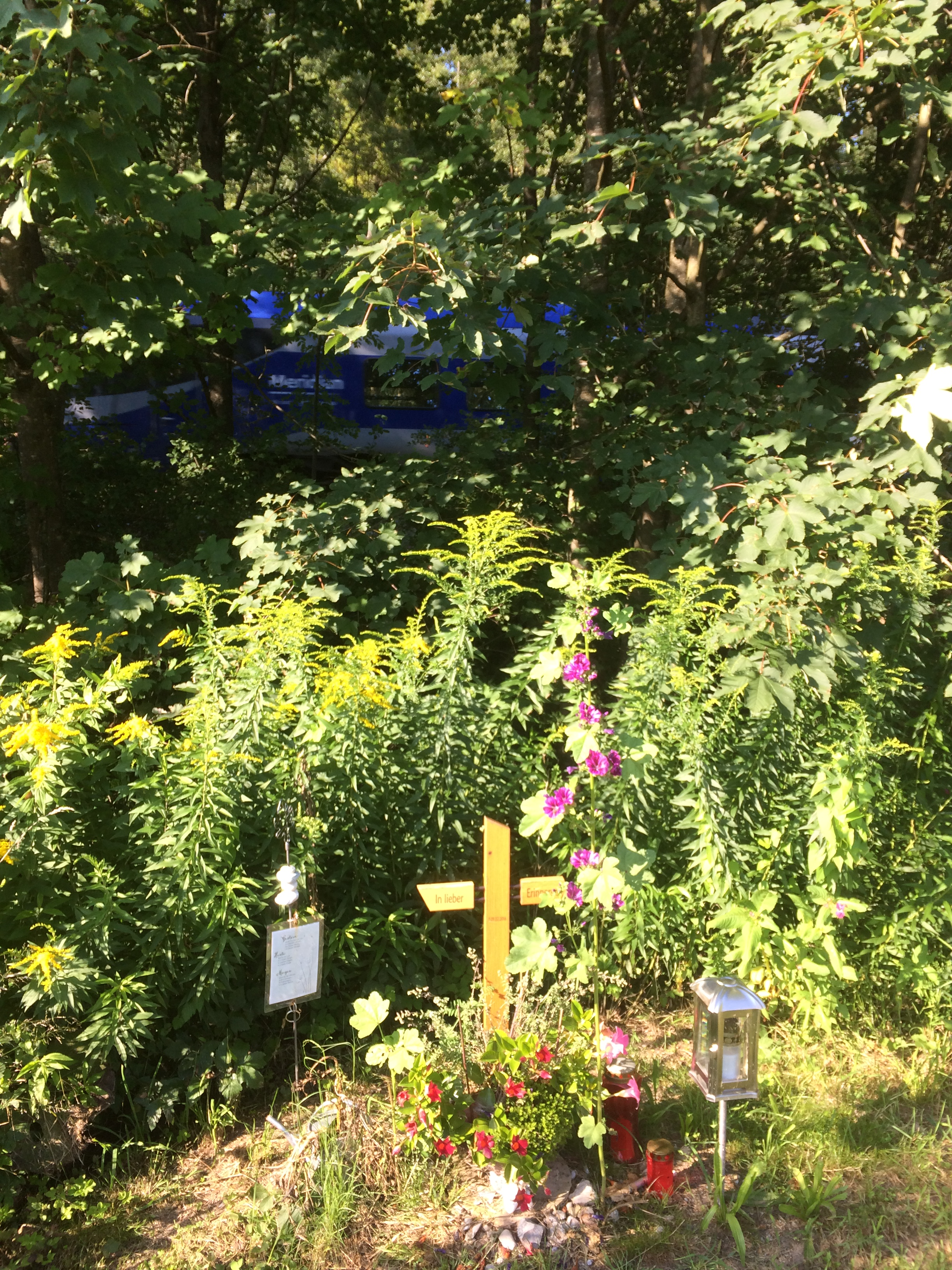
Gedenkstätte bei km 30,3 mit Meridian-Zug im Hintergrund

Etwa einen Kilometer westlich des Unfallortes, nahe dem Theresienmonument am Ortseingang von Bad Aibling, wurde am 7. Oktober 2016 ein Denkmal zur Erinnerung an die Unfallopfer eingeweiht, das der Bildhauer Franz Ferdinand Wörle gestaltet hat. Es handelt sich um eine monumentale Eisenskulptur, die die Wucht des Aufpralls der beiden Züge aufeinander symbolisiert.

### Strafverfahren
Die Staatsanwaltschaft leitete gegen den Fahrdienstleiter ein Ermittlungsverfahren wegen fahrlässiger Tötung, Körperverletzung und gefährlichen Eingriffs in den Schienenverkehr ein. Aufgrund eines Haftbefehls des Amtsgerichts Rosenheim vom 11. April 2016, der auf Antrag der Staatsanwaltschaft Traunstein erlassen wurde, befand sich der Fahrdienstleiter seit dem 12. April 2016 in Untersuchungshaft. Gleichzeitig wurde bekannt, dass er während seiner Dienstzeit auf seinem Mobilfunktelefon ein Spiel spielte und dadurch abgelenkt gewesen sein soll. Dies galt als eine gröbere Pflichtverletzung als das zunächst angenommene Augenblicksversagen.
Am 18. Juli 2016 erhob die Staatsanwaltschaft Traunstein Anklage gegen den Fahrdienstleiter vor dem Landgericht Traunstein, die das Landgericht Traunstein mit Beschluss vom 22. September 2016 zur Hauptverhandlung zuließ. Die Hauptverhandlung fand vor der großen Strafkammer des Landgerichts Traunstein vom 10. November 2016 bis zum 5. Dezember 2016 statt. Am ersten Sitzungstag ließ der angeklagte Fahrdienstleiter seine Anwälte eine Erklärung verlesen, in der er sein Fehlverhalten eingestand und auch zugab, durch das Handyspiel namens Dungeon Hunter 5 abgelenkt gewesen zu sein. Später sagte ein Mitarbeiter des rumänischen Spielbetreibers aus, laut ihren Aufzeichnungen habe der Fahrdienstleiter etwa 12 Minuten vor dem Unfall mit anderen Mitspielern gechattet.
Am dritten Sitzungstag, am 21. November 2016, sagten von der Eisenbahn-Unfalluntersuchungsstelle des Bundes beauftragte Sachverständige aus, der Unfall sei durch mehrere Fehlhandlungen des Fahrdienstleiters verursacht worden. Er habe zunächst fälschlicherweise in Bad Aibling ein falsches Gleis belegt, da er von einer Zugkreuzung dort ausging, was nicht dem Fahrplan entsprach. Danach habe er in Kolbermoor sowohl die Fahrstraße für die Einfahrt von Rosenheim als auch für die Ausfahrt nach Bad Aibling eingestellt. Als er etwas später die Fahrstraße für die Ausfahrt von Bad Aibling in Richtung Kolbermoor stellen wollte, wurde dies durch das Wirken des Fahrstraßenausschlusses verhindert. An dieser Stelle hätte er ausführlich untersuchen müssen, ob die Strecke wirklich frei ist und kein Zug in Gegenrichtung eine Fahrterlaubnis erhalten hat (die er ihm jedoch selbst erteilt hatte). Der Fahrdienstleiter ging aber offenbar von einer Störung aus: Ohne vorher die vorgeschriebene Räumungsprüfung durchgeführt zu haben, erteilte er dem Zug aus Bad Aibling mit dem Ersatzsignal Zs1 die Erlaubnis, am Halt zeigenden Signal vorbei in die Strecke einzufahren. Die Gutachter kritisierten auch den signaltechnischen Ausbaustand der Strecke und die teilweise veralteten und widersprüchlichen Betriebsvorschriften der Bahn.
Am 5. Dezember 2016 wurde der Fahrdienstleiter vom Landgericht Traunstein wegen fahrlässiger Tötung und fahrlässiger Körperverletzung zu einer Freiheitsstrafe von dreieinhalb Jahren verurteilt. Die Staatsanwaltschaft hatte eine Freiheitsstrafe von vier Jahren, die Verteidigung eine Bewährungsstrafe beantragt. Das Urteil ist rechtskräftig. Im Juli 2018 wurde er auf Bewährung entlassen, nachdem er zwei Drittel der Haftstrafe verbüßt hatte. Dies entspricht den üblichen Bestimmungen des deutschen Rechts (§ 57 StGB).

### Fahrzeuge
Die Unfallfahrzeuge wurden zunächst nach München-Riem gebracht und dort einige Tage abgestellt, bevor sie schließlich in das Stadler-Werk nach Weiden gebracht wurden. Stadler verwendete Teile daraus zum Bau des 2018 vorgestellten Prototypen Flirt Akku.
Die BOB bestellte bei Stadler Pankow je einen drei- und einen sechsteiligen Flirt 3 als Ersatzfahrzeuge. Bei den Neubauten handelt es sich um eine Sonderanfertigung, da die Fahrzeuge in der ursprünglichen Form nicht mehr gebaut werden. Die Fahrzeuge sind konstruktiv mit den im Jahr 2013 gebauten Flirt der BOB kompatibel. Die Kosten für die Neubeschaffung belaufen sich auf einen zweistelligen Millionenbetrag. Die neuen Züge sind seit 2. Januar 2018 im Einsatz.